# Dialeurolonga takahashii
Dialeurolonga takahashii es un hemíptero de la familia Aleyrodidae, con una subfamilia: Aleyrodinae.
Fue descrita científicamente por primera vez por David & Jesudasan en 1989.